# Абауррегайна
Абауррегайна, Абаурреа-Альта (баск. Abaurregaina, ісп. Abaurrea Alta, офіційна назва Abaurregaina/Abaurrea Alta) — муніципалітет в Іспанії, у складі автономної спільноти Наварра. Населення — 140 осіб (2009).
Муніципалітет розташований на відстані близько 350 км на північний схід від Мадрида, 37 км на схід від Памплони.

## Демографія
Динаміка населення (INE ):

## Галерея зображень

Розташування муніципалітету